# Даусон (лунный кратер)
Кратер Даусон (лат. Dawson) — ударный кратер в южной приполярной области на обратной стороне Луны. Название дано в честь аргентинского астронома Бернгарда Доусона (1890—1960) и утверждено Международным астрономическим союзом в 1970 году. Образование кратера относится к раннеимбрийскому периоду.

## Описание кратера

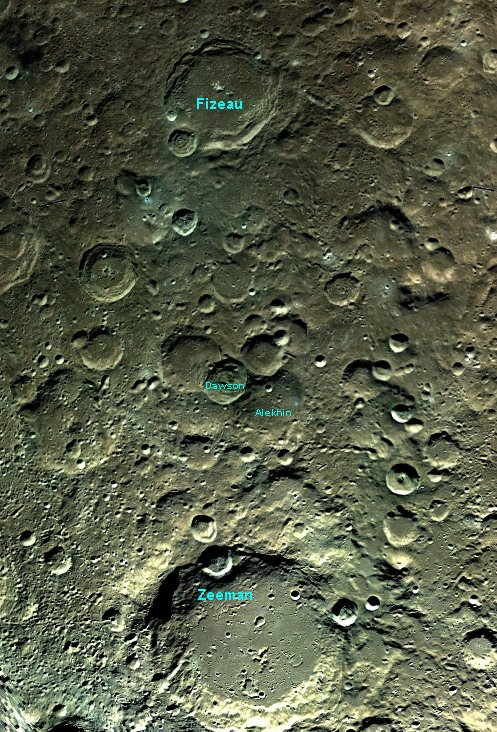
Экранный снимок программы World Wind 1.4.

Ближайшими соседями кратера являются кратер Кроммелин на западе; кратер Эйкман на северо-западе; кратер Алёхин примыкающий к юго-восточной части кратера Даусон и кратер Чан Ю-Че на юге-юго-западе. Селенографические координаты центра кратера 66°59′ ю. ш. 135°03′ з. д. / 66,99° ю. ш. 135,05° з. д., диаметр 44,3 км, глубина 2,3 км.
Кратер имеет полигональную форму, несколько удлинен в направлении север-юг. Северо-западная часть вала перекрывает часть сателлитного кратера Даусон V (см. ниже), северо-восточная часть вала примыкает к сателлитному кратеру Даусон D, а юго-восточная к кратеру Алёхин. Вал кратера сравнительно хорошо сохранился, местами имеет острую кромку, в северной части перекрыт несколькими небольшими кратерами, в южной – одиночным небольшим кратером. Внутренний склон вала широкий, с террасовидной структурой. Высота вала над окружающей местностью составляет 1080 м. Дно чаши кратера неровное, с концентрическими по отношению к валу складками местности. Объем кратера составляет приблизительно 1600 км³. 

## Сателлитные кратеры

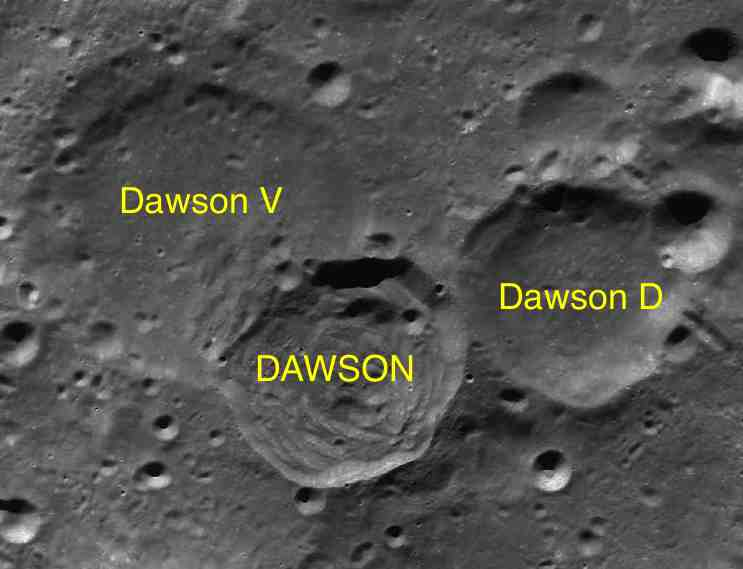
Фрагмент карты LAC-142.

| Даусон | Координаты                                              | Диаметр, км |
| ------ | ------------------------------------------------------- | ----------- |
| D      | 66°19′ ю. ш. 132°11′ з. д. / 66,31° ю. ш. 132,19° з. д. | 39,2        |
| V      | 66°18′ ю. ш. 137°44′ з. д. / 66,3° ю. ш. 137,73° з. д.  | 59,6        |